# Achalcus similis
Achalcus similis är en tvåvingeart som beskrevs av Marc Pollet och Meg S. Cumming 1998. Achalcus similis ingår i släktet Achalcus och familjen styltflugor. Inga underarter finns listade i Catalogue of Life.